# Argentinas Grand Prix 1955
Argentinas Grand Prix 1955 var det första av sju lopp ingående i formel 1-VM 1955.

## Resultat
- 1 Juan Manuel Fangio, Mercedes-Benz, 8+1 poäng
- 2 José Froilán González, Ferrari[1], 2
- = Nino Farina, Ferrari[1], 2
- = Maurice Trintignant, Ferrari[1], 2
- 3 Nino Farina, Ferrari[2], 1,33
- = Umberto Maglioli, Ferrari[2],1,33
- = Maurice Trintignant, Ferrari[2], 1,33
- 4 Hans Herrmann, Mercedes-Benz[3], 1
- = Karl Kling, Mercedes-Benz[3], 1
- = Stirling Moss, Mercedes-Benz[3], 1
- 5 Roberto Mières, Maserati, 2
- 6 Harry Schell, Maserati[4]
- = Jean Behra, Maserati[4]
- 7 Luigi Musso, Maserati[5]
- = Sergio Mantovani, Maserati[5]
- = Harry Schell, Maserati[5]

### Förare som bröt loppet
- Clemar Bucci, Maserati[6]
- Harry Schell, Maserati[6]
- Carlos Menditéguy, Maserati[6](varv 54, bränsletryck)
- Sergio Mantovani, Maserati[7]
- Luigi Musso, Maserati[7]
- Jean Behra, Maserati[7] (54, motor)
- Jésus Iglesias, Gordini (38, transmission)
- Maurice Trintignant, Ferrari[8] (36, motor)
- Eugenio Castellotti, Lancia[9]
- Luigi Villoresi, Lancia[9] (35, olycka)
- Stirling Moss, Mercedes-Benz[10] (29, bränslesystem)
- Alberto Uria, Alberto Uria (Maserati) (22, bränslebrist)
- Alberto Ascari, Lancia (21, olycka)
- Élie Bayol, Gordini (7, transmission)
- Jean Behra, Maserati[11] (2, olycka)
- Karl Kling, Mercedes-Benz[12] (2, olycka)
- Luigi Villoresi, Lancia[13] (2, bränsleläcka)
- Pablo Birger, Gordini (1, olycka)
- Carlos Menditéguy, Maserati[14] (1, olycka)